# M/S Korsholm
M/S Korsholm var ett svenskt lastfartyg som torpederades under andra världskriget av den tyska ubåten U 123.

## Historik
Korsholm byggdes vid Götaverken 1925 för Svenska Amerika Linien och var dess första lastfartyg. 1928 räddade Korsholm besättningsmän från den utanför Newfoundland förlista skonaren General Byng av St John. De sex besättningsmännen från den kanadensiska skonaren fick följa med Korsholm tills man mötte M/S Gripsholm. De skeppsbrutna kanadensarna överfördes då till Gripsholm och slapp därmed att resa ända till Europa för att ta sig hem igen. 
Korsholm såldes 1928 av Amerika Linien till Svenska Amerika Mexiko Linien men fick behålla sitt dopnamn. Efter en del andra äventyr kom Korsholm att under andra världskrigets inledning stanna utanför Skagerackspärren. Under den engelska flottans bombardemang av Dakar i september 1940 låg Korsholm i inre hamnen, nära det franska slagskeppet Richelieu, som var huvudmålet för de brittiska skeppskanonerna. Det danska motorfatryget Tacoma sköts i brand, liksom Korsholm. På Korsholm lyckades man släcka branden och fick bogsering ut i den yttre hamnen.

## Sänkningen
Korsholm var på rutt från Tampa via Halifax till England. Vid 2-tiden den 13 april 1942 befann hon sig utanför Floridas ostkust. 15 NM från fyren Cape Canaveral blev fartyget utan förvarning beskjutet av artilleri från en ubåt. Den första granaten träffade styrhytten som förstördes. Flera besättningsmän dödades härvid. Styrbords livbåt förstördes varför männen försökte få ut babords livbåt. Plötsligt upphörde beskjutningen och besättningen på Korsholm antog att anfallet var över.
Plötsligt började beskjutningen igen, befälhavaren som gått för att hämta en väska med skeppspapper kom aldrig tillbaka, förmodligen dödad av en granat. Under beskjutningen lyckades en livbåt komma bort från fartyget. Korsholm hade vid det här laget fattat eld och ubåten gav upp anfallet. 13 man hade kommit med i livbåten varav flera var skadade, - en svårt. Morgonen därpå nådde den livbåten in till Floridas kust, där den svårt skadade besättningsmannen kunde föras till sjukhus. Livbåtsbesättningen fick nu också veta att förste styrman samt en matros hade överlevt ombord och på morgonen räddats av ett holländskt fartyg. Korsholm var då ännu flytande. Senare räddades ännu en man som hade flutit omkring på en lejdare mer än i ett dygn och var mycket medtagen, då han bärgades.